# Špania Dolina
Špania Dolina este o comună slovacă, aflată în districtul Banská Bystrica din regiunea Banská Bystrica, pe malul râului Banský potok⁠(d). Localitatea se află la altitudinea de 711 m deasupra n.m., se întinde pe o suprafață de 12,73 km2 și în 2017 număra 213 locuitori.

## Istoric
Localitatea Špania Dolina este atestată documentar din 1254.

## Demografie
| An:                | 1994 | 2004    | 2014   | 2024    |
| ------------------ | ---- | ------- | ------ | ------- |
| Număr de persoane: | 121  | 182     | 197    | 234     |
| Diferență:         |      | +50,41% | +8,24% | +18,78% |

| An:                | 2023 | 2024   |
| ------------------ | ---- | ------ |
| Număr de persoane: | 228  | 234    |
| Diferență:         |      | +2,63% |